# Lepel (botanika)

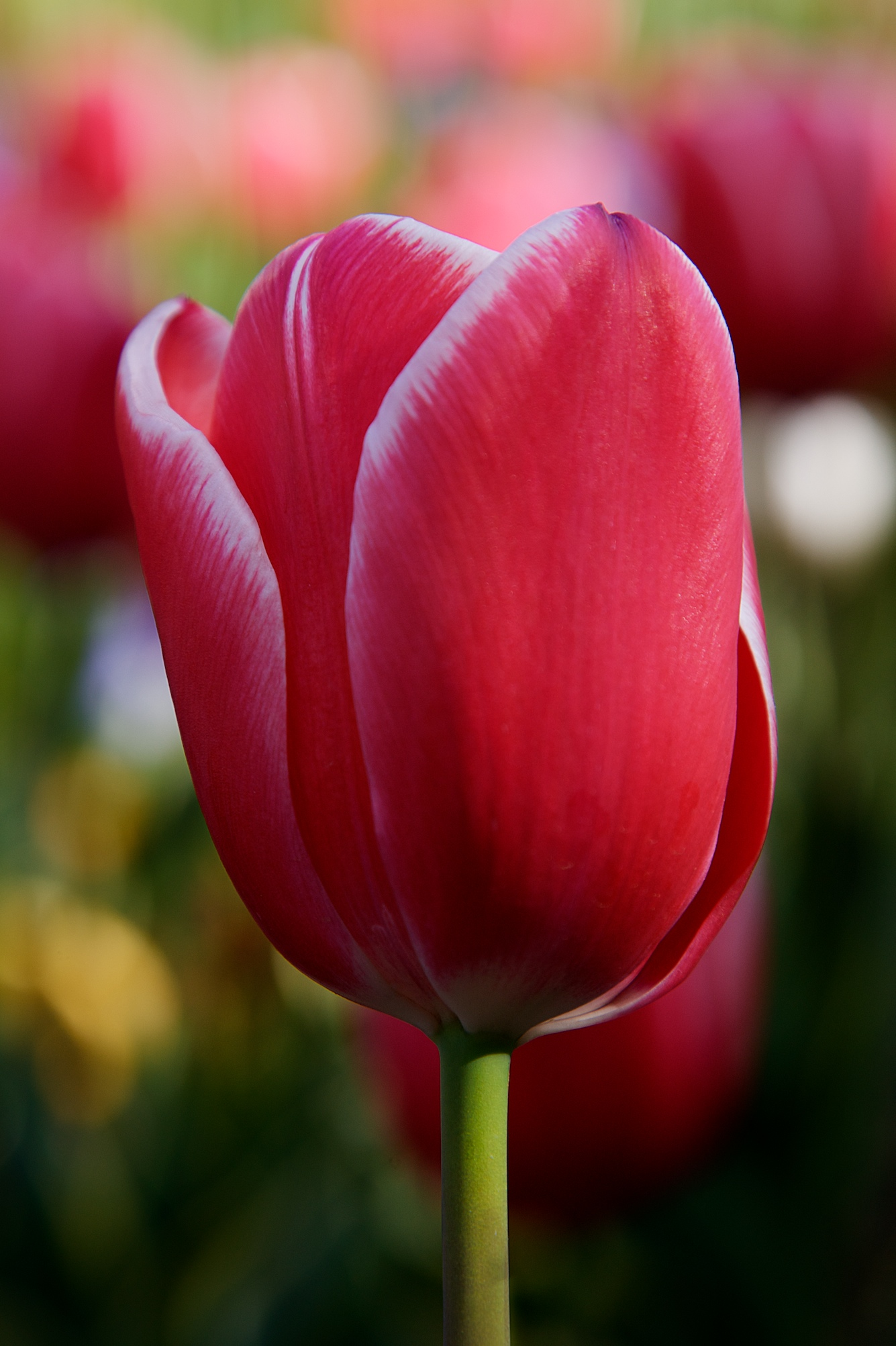
A tulipán színes lepellevelei

A lepel (perigonium; virágképletbeli jele: P) a csészére és pártára el nem különülő, egynemű virágokra jellemző virágtakaró, a lepellevelek (tepala) összessége.
Az egyszikűekre (Liliopsida, Monocotyledonae) általánosan jellemző, de a kétszikűek körében is megtalálható. Az egyszikűek virágában a lepel kétkörös háromtagú: 3 + 3. A kétszikűek virágán a lepel egykörös, s változó tagszámú. A lepel lehet csészeszerűen zöld színű (pl. répa, spenót) és feltűnő, sziromszerű, színes (pl. nőszirom, jácint). A lepellevelek is állhatnak szabadon (pl. liliom) és össze is forrhatnak (pl. gyöngyvirág). Általában egyformák, de pl. a kosborfélék (Orchidaceae) 3 + 3 lepellevele közül a belső lepelkör egyik levele alakjában és színében eltér a többitől; ez a mézajak, s ez teszi a virágot zigomorf szimmetriájúvá. A lepel olykor melléklevelekből álló mellékleplet (paraperigonium) visel, mint ezt a nárcisz virágában láthatjuk. Módosulhat a lepel szőrökké is (pl. gyapjúsás), vagy éppen meghúsosodva a termés kialakításában vesznek részt (pl. az eperfa „epertermése”).